# Взрыв у гостиницы «Националь»
Взры́в у гости́ницы «Национа́ль» — взрыв, осуществлённый неустановленными лицами, произошедший 9 декабря 2003 года в 10:53 по московскому времени у фасада гостиницы «Националь» на Моховой улице в центре Москвы.

## Теракт
В результате подрыва самодельного взрывного устройства, начиненного гвоздями, шурупами и обрезками металла, мощностью (первый взрыв) около 1 килограмма в тротиловом эквиваленте погибло 6 человек, в том числе сотрудницы МНС РФ Инна Валерьевна Гизоева, уроженка города Владикавказа, и Татьяна Юрьевна Комарова, уроженка города Липецка.
5 человек погибло на месте, один — по дороге в больницу. Ранено 14 человек.
Около 14:00 раздался второй взрыв — при обследовании тела смертницы роботом — сапёром. При втором взрыве никто не пострадал.
Тверской межрайонной прокуратурой города Москвы было возбуждено уголовное дело по ст. 205 (терроризм) и ст. 105 (убийство) УК РФ.
На сегодняшний день нет достоверных данных об итогах и ходе расследования по этому делу.
В декабре 2003 года Шамиль Басаев взял на себя ответственность за взрывы у гостиницы «Националь» в Москве 9 декабря и электрички в Ессентуках 5 декабря.
В заявлении Басаева, размещенном на одном из сайтов террористов, отмечалось:

…последние акции в Ессентуках и Москве были осуществлены смертниками исламской бригады шахидов «Риядус-Салихийн»…
В статье также утверждается, что Басаев имел непосредственное отношение к этой организации.
За полчаса до теракта в гостинице «Националь» завтракал будущий тренер московского футбольного клуба «Спартак» итальянец Невио Скала, который вовремя покинул здание гостиницы и отправился на пресс-конференцию, посвященную подписанию контракта — именно это и спасло ему жизнь.

## Иск к газете «Версия»

Место взрыва. Кадр из репортажа телеканала НТВ, 9 декабря 2003 года

В московской газете «Версия» (№ 48), вышедшей в декабре 2003 года, была опубликована статья «Погибших считали по оторванным ногам», в которой утверждалось, что:
По имеющейся в органах информации, к взрыву причастны как минимум три женщины. Две из них погибли при взрыве, третья объявлена в розыск.

В одежде одной из погибших шахидок были обнаружены документы на имя Инги Гизоевой. Она находилась в федеральном розыске с июня нынешнего года как подозреваемая в причастности к взрыву на рок-фестивале в Тушине….
Предположение о причастности Инги Гизоевой к теракту было обнародовано журналистами газеты со слов сотрудников следственно-оперативной группы, которые работали на месте преступления у гостиницы «Националь». Вечером 9 декабря 2003 года телеканал НТВ в своём репортаже с места трагедии сообщил о том, что, по данным работников спецслужб, версия о причастности Гизоевой к террористическому акту «отпала».
Статья в газете «Версия» вышла в свет позднее, однако, несмотря на публичные заявления СМИ и правоохранительных органов о непричастности Гизоевой к взрыву, редакция «Версии» с опровержением ранее опубликованных материалов не выступила.
В интервью журналисту BBC заместитель главного редактора медиахолдинга «Совершенно секретно» Леонид Велехов заявил:

…Эту информацию опубликовали несколько СМИ, в том числе и газета «Версия». Все успели своевременно принести свои извинения, опубликовать опровержения. Газета «Версия», из-за того, что она выходит раз в неделю, из-за того, что наступили новогодние праздники, и цикл выпуска газеты ещё более удлинился, замешкалась с этим извинением, затем ждала какой-то более точной информации. В результате, своевременно извинение и опровержение так и не были опубликованы.
После этого адвокаты от имени родителей погибшей Гизоевой предъявили иск к учредителям газеты «Версия», в котором требовали возместить моральный ущерб за неверную информацию о причастности их дочери к террористической деятельности, а также за «отсутствие публичного опровержения и извинений».
После серии судебных разбирательств Московский городской суд обязал газету «Версия» и журналиста Андрея Богатырёва выплатить родителям Инги Гизоевой компенсацию за моральный ущерб в размере 50 000 руб.

## Страховые выплаты
Здание гостиницы было застраховано на несколько десятков миллионов рублей в страховой компании «Ингосстрах», сумма ущерба была предварительно оценена в 0,5 млн руб.